# رقایب حلوا
رقایب حلوا یکی از خوراک‌های محلی در استان گیلان است. مواد این حلوا را آرد گندم، شکر، روغن یا کره، تخم گشنیز، هل، گلاب، زعفران، خلال پسته یا خلال بادام تشکیل می‌دهد.